# Vệ Lập Hoàng
Vệ Lập Hoàng (giản thể: 卫立煌; phồn thể: 衛立煌; bính âm: Wèi Lìhuáng) (16 tháng 2 năm 1897 - 17 tháng 1 năm 1960) là một vị tướng Trung Hoa Dân Quốc trong Nội chiến Trung Hoa và Chiến tranh Trung-Nhật với tư cách một trong những tư lệnh Trung Hoa tài năng nhất.
Gia nhập Quốc dân đảng đầu thập niên 1920, Vệ vươn lên trở thành một vị tướng sau khi Chiến tranh Bắc phạt thống nhất Trung Hoa kết thúc. Những thành công trong các chiến dịch tiễu phỉ (cộng sản) dưới thời Tưởng Giới Thạch từ năm 1930 - 1934 đem lại cho ông biệt danh "Vệ Bách Thắng".

## Chiến tranh chống Nhật

Tướng Vệ Lập Hoàng đi bộ qua cầu sông Salween cùng sĩ quan Mỹ.

Đầu Chiến tranh Trung-Nhật, Vệ chỉ huy Quân khu 1. Với sự tham chiến của Đế quốc Anh và sau đó là Hoa Kỳ, ông được chuyển về Hoa Nam giữ chức Tư lệnh Tập đoàn quân 11 Quân đội Cách mạng Quốc dân. Sau đó ông thay Tướng Trần Thành giữ chức Tư lệnh Lực lượng Viễn chinh Trung Hoa, gọi là Lực lượng Y. Lực lượng Y bao gồm hơn 100,000 quân Quốc dân, tham gia các chiến dịch trên bộ quan trọng để hỗ trợ chiến dịch tại Bắc Miến của tướng Hoa Kỳ Joseph W. Stilwell. Không như các tướng lĩnh đồng cấp khác, Vệ hợp tác rất tốt với người Mỹ.
Bắt đầu chiến dịch tại Nam Vân Nam vào ngày 11 tháng 5 năm 1944, quân của Vệ chiếm được Đằng Xung ngày 15 tháng 9 sau 2 tháng ác chiến. Tiếp tục tiến về phía nam bất kể sự kháng cự mãnh liệt của đối phương, quân của ông cuối cùng cũng bắt liên lạc được với các sư đoàn Trung Hoa tại Wanting, Miến Điện ngày 27 tháng 1 năm 1945. Thành công của chiến dịch này cho phép Đồng minh mở lại tuyến đường Miến Điện cung cấp vật tư chiến tranh cho Trung Hoa qua ngả Ledo, Miến Điện, nay mang tên đường Ledo. Kết hợp với các chiến dịch không vận vượt qua the Hump, tuyến Ledo cho phép vận chuyển quân nhu vật tư từ Ấn Độ sang các căn cứ Quốc dân tại Trung Hoa.

## Hậu chiến
Được gọi về Hoa Bắc để thay thế Trần Thành sau chiến tranh, Vệ được bổ nhiệm chỉ huy các lực lượng Quốc dân đảng tại đây vào tháng 10 năm 1947. Sau khi bị cắt đứt liên lạc đường bộ với Trung ương Quốc dân đảng do quân Cộng sản chiếm được Cẩm Châu (锦州, Liêu Ninh), ông dự định tổ chức phản công tái chiếm thành phố này, nhưng bị Tưởng Giới Thạch ra lệnh rút lui. Không lâu trước khi thất thủ Thẩm Dương, Vệ trở về phương Nam sau khi bị thay thế bởi Đỗ Duật Minh vào tháng 10 năm 1948.
Dù rất thành công trước đây, ông đã thất bại tại Đông Bắc. Ông từ chối lệnh rút quân trong hơn 1 năm, mất 300,000 lính. Taylor (2009) viết rằng "Trong số đó, "246,000 bị bắt, và phần lớn nhanh chóng được tái tổ chức vào hàng ngũ Quân giải phóng Nhân dân" (tr. 389).
Tưởng ra lệnh giam lỏng Vệ tại nhà. Vệ trốn sang Hồng Kông năm 1949, rồi về Bắc Kinh vào năm 1955, tại đó ông "tham gia vào nhiều tổ chức khác nhau của nước Cộng hòa Nhân dân" (Taylor, 2009, tr. 389). Ông mất năm 1960 tại Cộng hòa Nhân dân Trung Hoa.